# Canton de Douai-Sud-Ouest
Le canton de Douai-Sud-Ouest est une ancienne division administrative française, située dans le département du Nord et la région Nord-Pas-de-Calais.
À la suite du redécoupage cantonal de 2014, le canton est supprimé.

## Composition

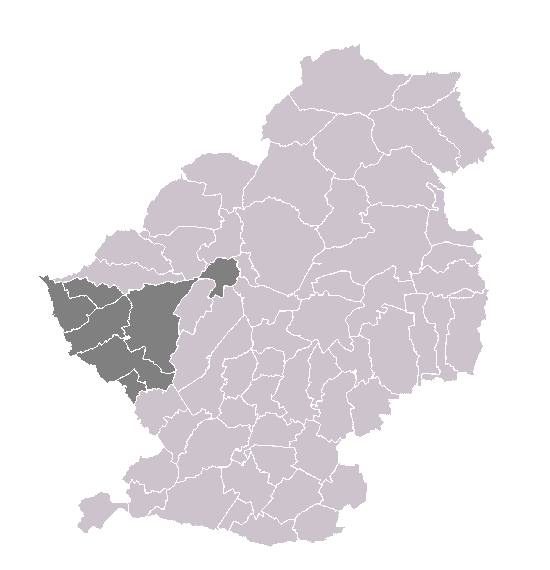
Canton de Douai-Sud-Ouest dans son arrondissement

Le canton de Douai-Sud-Ouest se composait d’une fraction de la commune de Douai et de cinq autres communes. Il compte 32 921 habitants (population municipale) au 1er janvier 2012.
| Nom               | Code Insee | Intercommunalité  | Population (dernière pop. légale)               |
| ----------------- | ---------- | ----------------- | ----------------------------------------------- |
| Douai (chef-lieu) | 59178      | CA Douaisis Agglo | Fraction : 15 911(2012) Commune : 40 736 (2014) |
| Courchelettes     | 59156      | CA Douaisis Agglo | 2 767 (2014)                                    |
| Cuincy            | 59165      | CA Douaisis Agglo | 6 500 (2014)                                    |
| Esquerchin        | 59211      | CA Douaisis Agglo | 901 (2014)                                      |
| Lambres-lez-Douai | 59329      | CA Douaisis Agglo | 5 096 (2014)                                    |
| Lauwin-Planque    | 59334      | CA Douaisis Agglo | 1 763 (2014)                                    |

## Ancien canton deDouai-Ouest (1833 à 1992)

### Conseillers généraux
De 1833 à 1848, les cantons de Douai Ouest et d'Orchies avaient le même conseiller général. Le nombre de conseillers généraux était limité à 30 par département.
| Période | Période      | Identité                                                | Étiquette    | Qualité |
| ------- | ------------ | ------------------------------------------------------- | ------------ | --- |
| 1833    | 1845         | Emmanuel Charles Alexandre Leroy de Béthune (1790-1861) |              | Avocat à Douai |
| 1845    | 1873 (décès) | Paul Liévin Joseph Danel                                |              | Avocat à Douai, Conseiller général du Canton d'Orchies (1845-1848), Président du Conseil général du Nord (1850-1851) et (1860-1869).           |
| 1873    | 1883         | Casimir Giroud                                          | Républicain  | Directeur de raffinerie Député (1879-1885) |
| 1883    | 1894 (décès) | Edouard Bernard                                         | Républicain  | Agriculteur, maire de Roost-Warendin |
| 1894    | 1901         | Louis Mannier                                           | Républicain  | Agriculteur Maire de Raimbeaucourt (1889-1915)                                                                                                 |
| 1901    | 1907         | Francis Godin                                           | Républicain  | Avocat Maire de Douai (1919-1925) |
| 1907    | 1913         | Louis Mannier                                           | Radical      | Agriculteur Maire de Raimbeaucourt (1889-1915 et 1919-1920)                                                                                    |
| 1913    | 1940         | Charles Goniaux                                         | SFIO         | Ouvrier mineur Président du syndicat des mineurs du Nord (1900-1926) Député (1906-1932)                                                        |
| 1943    | 1945         | Pierre Duhayon (1898-1973)                              | ex-SFIO      | Ajusteur chez Arbel et Bréguet à Douai Conseiller d'arrondissement, maire de Roost-Warendin (1940-1973) Nommé conseiller départemental en 1943 |
| 1945    | 1967         | André Canivez                                           | SFIO         | Instituteur Sénateur (1948-1958) Ancien adjoint au Maire de Douai                                                                              |
| 1967    | 1972 (décès) | Maurice Dapvril                                         | SFIO puis PS | Ajusteur, maire de Flers-en-Escrebieux (1959-1972)                                                                                             |
| 1973    | 1985         | Jean Delattre                                           | PCF          | Ancien mineur Maire de Raimbeaucourt (1977-1991), suppléant du député Émile Roger                                                              |
| 1985    | 1992         | Aldebert Valette                                        | PCF          | Professeur d'Anglais Maire d'Auby (1971-2001) Elu en 1992 dans le Canton de Douai-Nord-Est                                                     |

### Conseillers d'arrondissement de Douai-Ouest (de 1833 à 1940)
Le canton de Douai-Ouest avait deux conseillers d'arrondissement.
| Période | Période          | Identité                                    | Étiquette   | Qualité |
| ------- | ---------------- | ------------------------------------------- | ----------- | --- |
| 1833    |                  | Philippe Bommart-Dequersonnière (1780-1858) |             | Entrepreneur des travaux du Génie militaire, propriétaire à Douai                                           |
|         |                  |                                             |             | |
| 1892    | 1894 (démission) | Maurice Mannier                             |             | Agriculteur, maire de Raimbeaucourt                                                                         |
| 1894    | 1904             | Olivier Pasquet                             | Républicain | Industriel à Flers                                                                                          |
| 1898    | 1904             | Fernand Nutly                               | Républicain | Fabricant de chichorée à Douai Président du Conseil d'arrondissement                                        |
| 1904    | 1910             | Charles Vaast                               | Républicain | Constructeur de bateaux à Courchelettes, conseiller municipal de Douai                                      |
| 1904    | 1910             | Adolphe Grammont                            | Républicain | Cultivateur, maire de Roost-Warendin                                                                        |
| 1910    | 1919             | Maurice Monier                              | SFIO        | Adjoint au maire de Douai, Président du Conseil d'arrondissement Secrétaire général du Réveil du Nord       |
| 1910    | 1919             | Eugène Lesnes (1864-?)                      | SFIO        | Ouvrier mineur à Roost-Warendin                                                                             |
| 1919    | 1922             | Florimond Dhainaut                          | SFIO        | Entrepreneur, conseiller municipal de Douai                                                                 |
| 1919    | 1934             | Henri Wannepin                              | SFIO        | Adjoint au maire de Roost-Warendin                                                                          |
| 1922    | 1934             | Henri Bret                                  | SFIO        | Médecin, conseiller municipal de Douai                                                                      |
| 1934    | 1940             | Pierre Duhayon                              | SFIO        | Ajusteur chez Arbel et Bréguet à Douai                                                                      |
| 1934    | 1940             | Marcel Lanselle (1867-1947)                 | SFIO        | Ouvrier mineur, Dorignies, secrétaire général du syndicat des mineurs du Nord et du Pas-de-Calais CGT       |
| 1940    |                  |                                             |             | Les conseils d'arrondissement ont été suspendus par la loi du 12 octobre 1940 et n'ont jamais été réactivés |

## Canton de Douai-Sud-Ouest

### conseillers généraux du canton de Douai-Sud-Ouest (1992 à 2015)

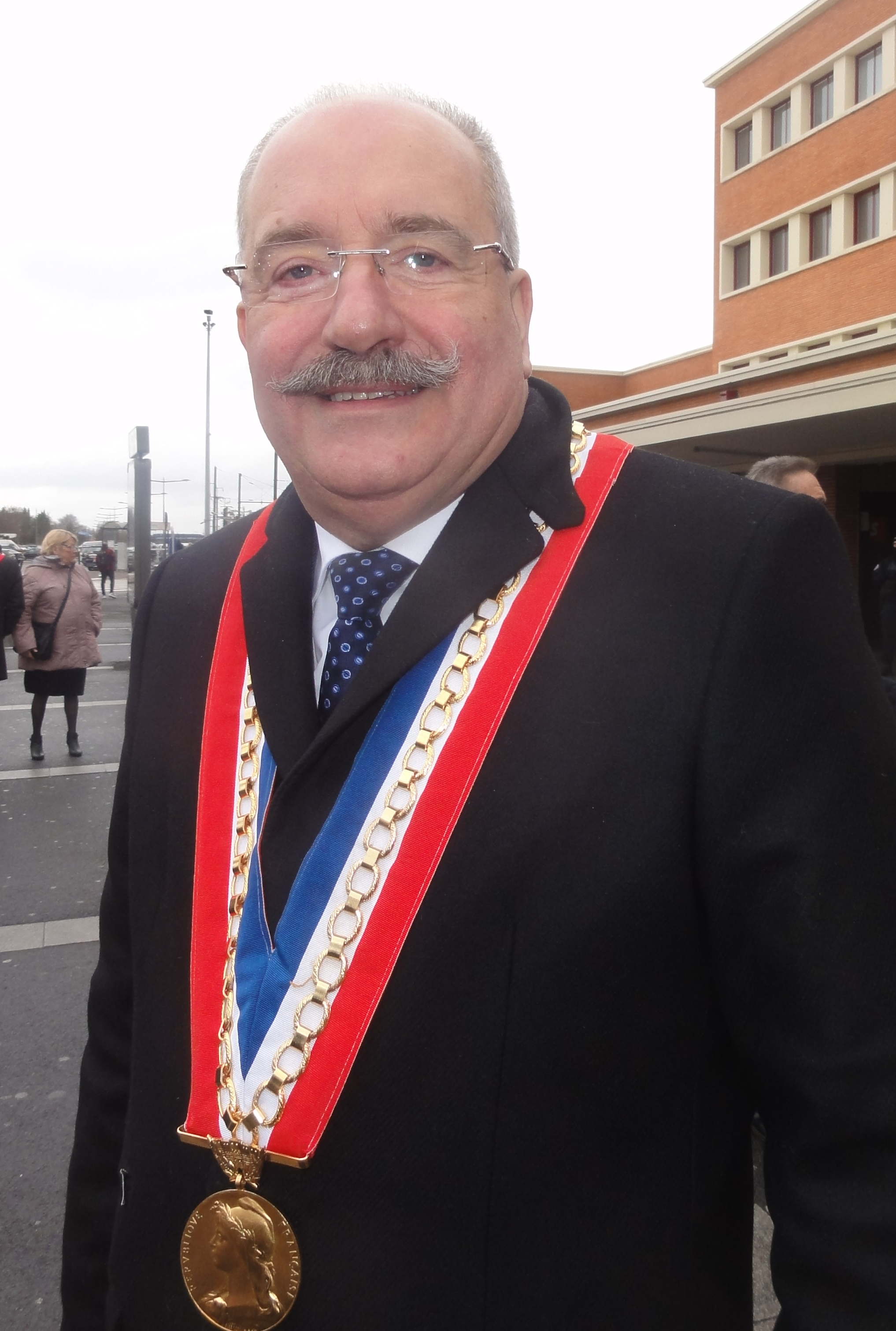
Christian Poiret lors de la manifestation contre la suppression des dessertes TGV en gare de Douai du 2 mars 2019.

| Période   | Identité                  | Parti                    | Qualité |
| --------- | ------------------------- | ------------------------ | --- |
| 1992-1994 | Étienne Maillard          | RPR                      | Pédiatre Adjoint au maire de Douai |
| 1994-2001 | Bernard Wagon (1946-2020) | PS                       | Maire de Cuincy (1999-2014) |
| 2001-2015 | Christian Poiret          | Union pour le Nord (DVD) | Inspecteur général des affaires sociales honoraire Maire de Lauwin-Planque Président de la Communauté d'Agglomération du Douaisis Élu en 2015 dans le nouveau canton de Douai |

## Démographie
| 1999   | 2006   | 2011   | 2012   |
| ------ | ------ | ------ | ------ |
| 33 746 | 34 224 | 33 091 | 32 921 |

### Pyramide des âges
Comparaison des pyramides des âges du Canton de Douai-Sud-Ouest et du département du Nord en 2006
| Hommes | Classe d’âge   | Femmes |
| ------ | -------------- | ------ |
| 0,2    | 90 ans et plus | 0,6    |
| 4,8    | 75 à 89 ans    | 7,5    |
| 13,4   | 60 à 74 ans    | 14,8   |
| 22,8   | 45 à 59 ans    | 22,7   |
| 19,8   | 30 à 44 ans    | 19,8   |
| 18,7   | 15 à 29 ans    | 16,7   |
| 20,4   | 0 à 14 ans     | 17,9   |

| Hommes | Classe d’âge   | Femmes |
| ------ | -------------- | ------ |
| 0,2    | 90 ans et plus | 0,8    |
| 4,3    | 75 à 89 ans    | 7,9    |
| 10,3   | 60 à 74 ans    | 11,9   |
| 19,7   | 45 à 59 ans    | 19,4   |
| 21,1   | 30 à 44 ans    | 20,1   |
| 22,6   | 15 à 29 ans    | 21     |
| 21,6   | 0 à 14 ans     | 19     |